# Dendrobium lineale
Dendrobium lineale är en orkidéart som beskrevs av Robert Allen Rolfe. Dendrobium lineale ingår i släktet Dendrobium, och familjen orkidéer. Inga underarter finns listade i Catalogue of Life.